# Buzz! Quiz TV
Buzz! Quiz TV è un videogioco di quiz della serie Buzz! per PlayStation 3 pubblicato nel 2008. Il quiz include oltre 5000 domande divise in canali che trattano diversi argomenti. Sarà possibile, attraverso il PlayStation Network, giocare online contro persone di tutto il mondo. Sarà inoltre possibile scaricare "quiz pack", cioè pacchetti di domande, dal PlayStation Store. I quiz pack che verranno inizialmente resi disponibili per l'Italia sono: quiz cultura italiana, quiz film di fantascienza, quiz leggende del rock, quiz safari e quiz videogiochi.

## Accoglienza
| Testata         | Giudizio |
| --------------- | -------- |
| Play Generation | 90/100   |

La rivista Play Generation lo classificò come il miglior gioco party del 2008. La stessa testata diede al titolo un punteggio di 90/100, trovando il gioco divertente quanto i capitoli per PS2 e con a favore la possibilità di sfidare altri giocatori da tutto il mondo tramite la modalità online.